# Hippias von Elis
Hippias von Elis (altgriechisch Ἱππίας Hippías; * im 5. Jahrhundert v. Chr. in Elis) war ein antiker griechischer Philosoph und Sophist.
Was man heute von ihm weiß, ist fast ausschließlich den Darstellungen in drei Dialogen Platons entnommen, dem Hippias Minor, dem Hippias Maior und dem Protagoras. Platons Darstellung trägt sehr starke karikative Züge. Wie bei Platon tritt auch bei Xenophon Hippias als Dialogpartner des Sokrates auf.

## Leben
Hippias, Sohn des Diopeithes, bereiste des Öfteren Athen, Sparta und andere Städte, wo er seine Heimatstadt Elis diplomatisch vertrat. Als Sophist hat er auf diesen Reisen auch Vorträge gehalten und Unterricht erteilt, womit er teils sehr viel Geld verdient hat. Als enzyklopädisch gebildeter Sophist scheint er alle damaligen Wissensgebiete behandelt zu haben, etwa Astronomie, Naturphilosophie, Geometrie, Mathematik, Sprachwissenschaft, Mythologie, Theorie der Kunst und Musiktheorie. Auch soll er zahlreiche Schriften, darunter Dichtungen, Tragödien und Dithyramben verfasst haben. Xenophon bezeichnete ihn als Mann mit „vielseitigem Wissen“, die Suda gibt nüchtern an: „er schrieb viel.“ Wie andere Sophisten erachtete er als wichtig, in der Lage zu sein, vor Gericht, im Rat und vor der Volksversammlung auftreten und seine Vorstellungen vertreten zu können. Platon spricht davon, dass Hippias fünfzig Namen in der richtigen Reihenfolge aufsagen konnte, wenn er sie auch nur einmal gehört hatte, und dass er alle Kleidungs- und Schmuckstücke, die er einmal in Olympia getragen hatte, selbst hergestellt habe.

## Lehre
Die Sammlungen
Möglicherweise war Hippias der erste abendländische Verfasser einer Art Enzyklopädie. Man schreibt ihm ein Werk namens Sammlung (Synagōgé) zu, von dem allerdings nur ein Satz des einführenden Kapitels erhalten ist. In diesem Satz drückt Hippias seine Absicht aus, Auszüge älterer griechischer und fremdsprachiger Werke zusammenzustellen und sie nach den Kriterien der Wichtigkeit (tà mégista) und der Verwandtschaft (tà omóphyla) zu ordnen. So entstand wohl ein nach Lemmata geordnetes enzyklopädisches Lexikon.
Mathematik
Nach Proklos hat sich Hippias auch an den drei klassischen Problemen der antiken Mathematik versucht. Zur Lösung von zwei der drei Probleme, der Quadratur des Kreises und der Dreiteilung des Winkels, hat er mit dem Mathematiker Nikomedes die nach ihm benannte Quadratrix des Hippias erfunden.
Ethik und Politik
Im platonischen Dialog Protagoras erläutert Hippias in einer sehr kurzen Rede ethische und politische Ansichten. Wie auch andere zeitgenössische Sophisten stellt er dort die Natur (phýsis) in einen Gegensatz zum in der menschlichen Gesellschaft geltenden Gesetz (nómos). Wenn Dinge einander ähnlich sind, so seien sie es von Natur aus; einige Menschen seien von Natur aus Verwandte, Freunde und Mitbürger. Das Gesetz hingegen sei ein Tyrann der Menschen und erzwinge vom Menschen Unnatürliches.
In Xenophons Dialog Memorabilien sprechen Sokrates und Hippias über die Gerechtigkeit. Sokrates ist der Ansicht, dass derjenige gerecht ist, der den im Staat geltenden Gesetzen gemäß handelt, dass also Gerechtigkeit von gesetzeskonformem Handeln abhängig ist. Dies widerspricht den Ansichten des Hippias, worauf Sokrates weiter geht und die menschlichen Gesetze von den göttlichen Gesetzen unterscheidet. Die göttlichen Gesetze sind nirgends aufgeschrieben und können nicht von Menschen gemacht worden sein, da sie überall auf der Welt und bei verschiedensprachigen Völkern gelten. Beispiele für solche universellen Gesetze sind, die Götter zu ehren, die Eltern zu ehren und mit den eigenen Kindern keine Kinder zu zeugen. Anhand des letzten Beispiels zeigt Sokrates, dass auf den Bruch dieses göttlichen Gesetzes auch göttliche Strafen folgen. Ungeachtet aller menschlichen Gesetze und Strafen sei ein zwischen Eltern und Kindern gezeugtes Kind immer ein schlechtes Kind. An dieser Stelle bricht das Gespräch ab und Sokrates schließt mit dem Verweis, dass also auch den Göttern das Gesetzliche und das Gerechte ein und dasselbe seien.

## Rezeption
Insgesamt ist die Wirkung des Hippias wohl von der schlechten Meinung Platons über die Sophisten geprägt. „Die Mehrheit der Forscher tendiert [dazu], ihn als Polyhistor ohne eigene philosophische Position zu betrachten“, was allerdings auch darauf zurückzuführen sei, dass nur wenige Zeugnisse seiner Lehren erhalten sind. Georg Picht nannte Hippias „den ersten Intellektuellen der Weltgeschichte.“ Er „wußte Vieles, sprach über Alles, lehrte Alles (gegen hohe Honorare) - und glaubte nichts.“
Rekonstruktionsversuche der Sammlung
Moderne Forscher haben versucht, den Inhalt der Sammlung zumindest teilweise zu rekonstruieren. So hat Bruno Snell 1944 damit begonnen, die Darstellung der Lehre des Thales bei Platon und Aristoteles auf eine gemeinsame Quelle zurückzuführen. Gleiches taten er und andere in Bezug auf die heraklitische Flusslehre und die über Thales hinausreichende Lehre vom Wasser als Urgrund. Nach weiteren solchen Versuchen hat 1986 Andreas Patzer außer Platon und Aristoteles noch andere Doxographen herangezogen und ganze Textstellen der Sammlung zu rekonstruieren versucht, samt den Lemmata, unter die diese Textstellen gefallen sein sollen. Patzer geht von folgenden lexikalischen Stichwörtern bei Hippias aus: „Das Wasser“, „Der Eros“, „Alles fliesst“, „Das Eine“, „Am Anfang war alles zusammen“, „Es gibt keine Falschaussage“, „Denken ist Wahrnehmung“, „Erde und Wasser“, „Liebe und Streit“, „Die Einteilung der Seinsprinzipien“ und „Thargelia“. Zum Thema „Das Wasser“ soll Hippias beispielsweise Thales zitiert haben, aber auch Orpheus, Hesiod und Homer, zur Flusslehre Heraklit, aber auch Epicharm und Empedokles.
Bedeutung für die Philosophiegeschichtsschreibung
Patzer hat versucht zu zeigen, dass die antiken Doxographien, also die antike Philosophiegeschichtsschreibung, vom Werk des Hippias abhängig ist. Seit Platon und Aristoteles über ihre Vorgänger geschrieben haben, sollen die Sammlungen des Hippias als Quelle für Lehren gedient haben, die ja wie etwa die des Thales bis zu rund 200 Jahre vor Platon aufgestellt worden waren. Im Falle der heraklitischen Lehre könnte es dabei zu einer Umdeutung gekommen sein, da möglicherweise bereits Hippias statt der heraklitischen Lehre der Einheit der Gegensätze die heraklitische Lehre des ewigen Werdens in den Vordergrund gestellt habe.